# Mimeusemia peshwa
Mimeusemia peshwa là một loài bướm đêm trong họ Noctuidae.